# Joëlle Flumet
Joëlle Flumet (née le 13 novembre 1971 à Genève), est une artiste suisse qui vit et travaille à Zurich.

## Formation
- École supérieure des beaux-arts, Genève, Diplôme 1996
- atelier médias mixtes Silvie Defraoui

## Thématique de recherche artistique
En 2012, un scandale fut déclenché autour d'un œuvre de Joëlle Flumet. Pour l'exposition Art and the City à Zurich, elle avait transformé le slogan de la compagnie Ernst & Young. „Quality Is What We Do“ devenait „Quality Is What We Did“, jouant ainsi avec le passé industriel du quartier Zürich-West et le fait que des entreprises comme Ernst & Young remplace les espaces libres de l'art. Ernst & Young avait exercé de pression pour obtenir le démontage de l'œuvre. 

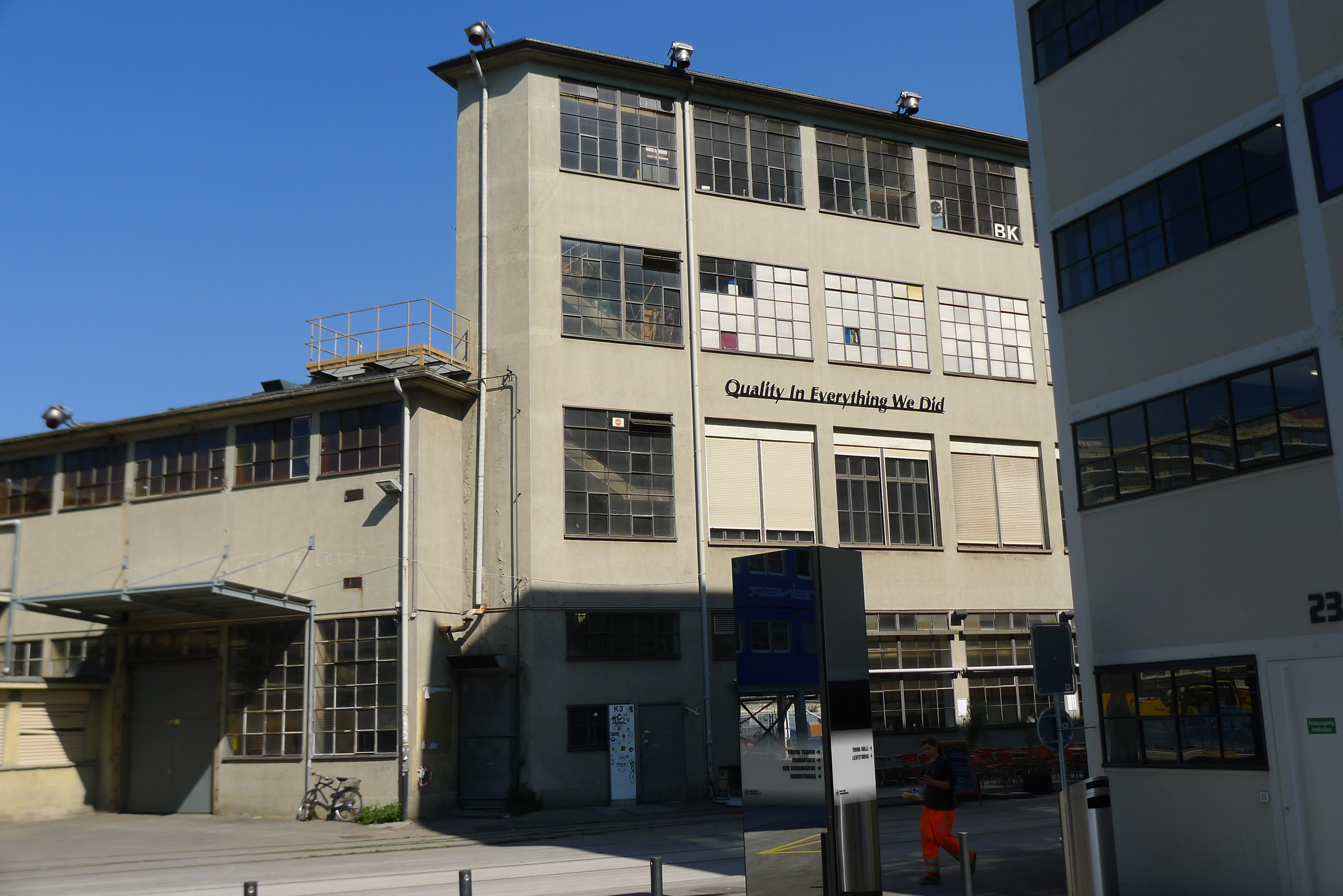
Joëlle Flumet Quality In Everything We Did, 2012

## Expositions personnelles (sélection)
- 2007 : Joëlle Flumet en collaboration avec Andreas Kressig, Centre pour l'image contemporaine, Saint-Gervais, Genève
- 2006 : The Bright Side of (The) Moon #2, Joëlle Flumet - Jérémie Gindre, Atelier 304, Usine, Genève
- 2006 : Urban spaces in post-soviet Armenia, Akanat Gallery, Erevan, Arménie
- 2004 : Petites dramaturgies de mode d’emploi, Palais de l’Athénée, Genève [catalogue]
- 2004 : Intérieurs, Galerie M-Project curated by Edward Mitterrand, Paris
- 2004 : Intérieurs & Mobilier, Galerie Edward Mitterrand, Genève

## Expositions collectives (sélection)
- 2008 : Bex & Arts 2008, Triennale de sculpture contemporaine en plein air, Bex
- 2007 : Les artistes de la collection CAHIERS D'ARTISTES, série VI + VII, Fri-art, Fribourg
- 2007 : Exposition/vente de multiples, Forde, Genève
- 2006 : Make room for the invisible man, Forde, Genève
- 2006 : Migrations, Chêne-Bourg, Genève
- 2006 : RADIO, diffusion de pièces sonores sur Internet, projet réalisé avec Jérôme Leuba, Laura Solari et les Editions Dasein, Paris [cat. + DVD audio]
- 2006 : Swiss Art Awards, Bâle
- 2005 : Office world, Espace culturelle de la tour OFS / Office fédéral de la culture, Neuchâtel
- 2005 : Liste 05, Galerie Edward Mitterrand, Bâle
- 2005 : MIX-m.org, curated by Fabric/ch et Simon Lamunière, Centre d’art contemporain, Genève
- 2004 : Swiss Art Awards, Bâle
- 2004 : Un cabinet de curiosités, Galerie Piano Nobile, Genève
- 2003 : Exposition des lauréats des bourses des Fonds Berthoud, Lissignol-Chevalier et Galland 2002, Centre d'art en L'Ile, Genève

## Prix
- 2015 : Prix KWS (Keller-Wedekind-Stiftung Kunstpreis), Egg, Zürich
- 2011 : Prix de la Fondation Irène Reymond, Vaud
- 2010 : Prix fédéral d'art, Office fédéral de la culture, Berne
- 2006 : Prix fédéral d'art, Office fédéral de la culture, Berne
- 2004 : Prix fédéral d'art, Office fédéral de la culture, Berne
- 2004 : Prix de la Fondation Gertrude Hirzel, Société des Arts de Genève
- 2004 : Résidence à Paris (janvier-août 2005), bourse artistique de la Fondation Simon I. Patiño et de la Ville de Genève
- 2004-2003 : Atelier pour plasticiens, Maison des arts du Grütli, Ville de Genève
- 2002 : Bourses Lissignol-Chevalier et Galland, Ville de Genève
- 2001 : Prix Kiefer-Hablitzel, Bâle

## Publications
- « BD / N°SPECIAL 4 - collectif », éd. Dasein Paris, 2008
- 2003-2004 : Maison des arts du Grütli : Collectif_fact, Joëlle Flumet, Philippe Fretz, Hervé Graumann, Catalina Ramelli, Koka Ramishvili, Genève, Département des affaires culturelles, 2005
- Joëlle Flumet, Lucerne, Edizioni Periferia, coll. « Cahiers d'artistes », 2006 (ISBN 978-3-907474-26-6)
- Joëlle Flumet, C'est bon de ne pas regarder à la dépense, Genève, art&fiction, coll. « Sonar », 2012, 32 p.
- Joëlle Flumet : KWS Kunstpreis 2015, 122 p